# Nothofidonia irregularis
Nothofidonia irregularis là một loài bướm đêm trong họ Geometridae.